# Giralda

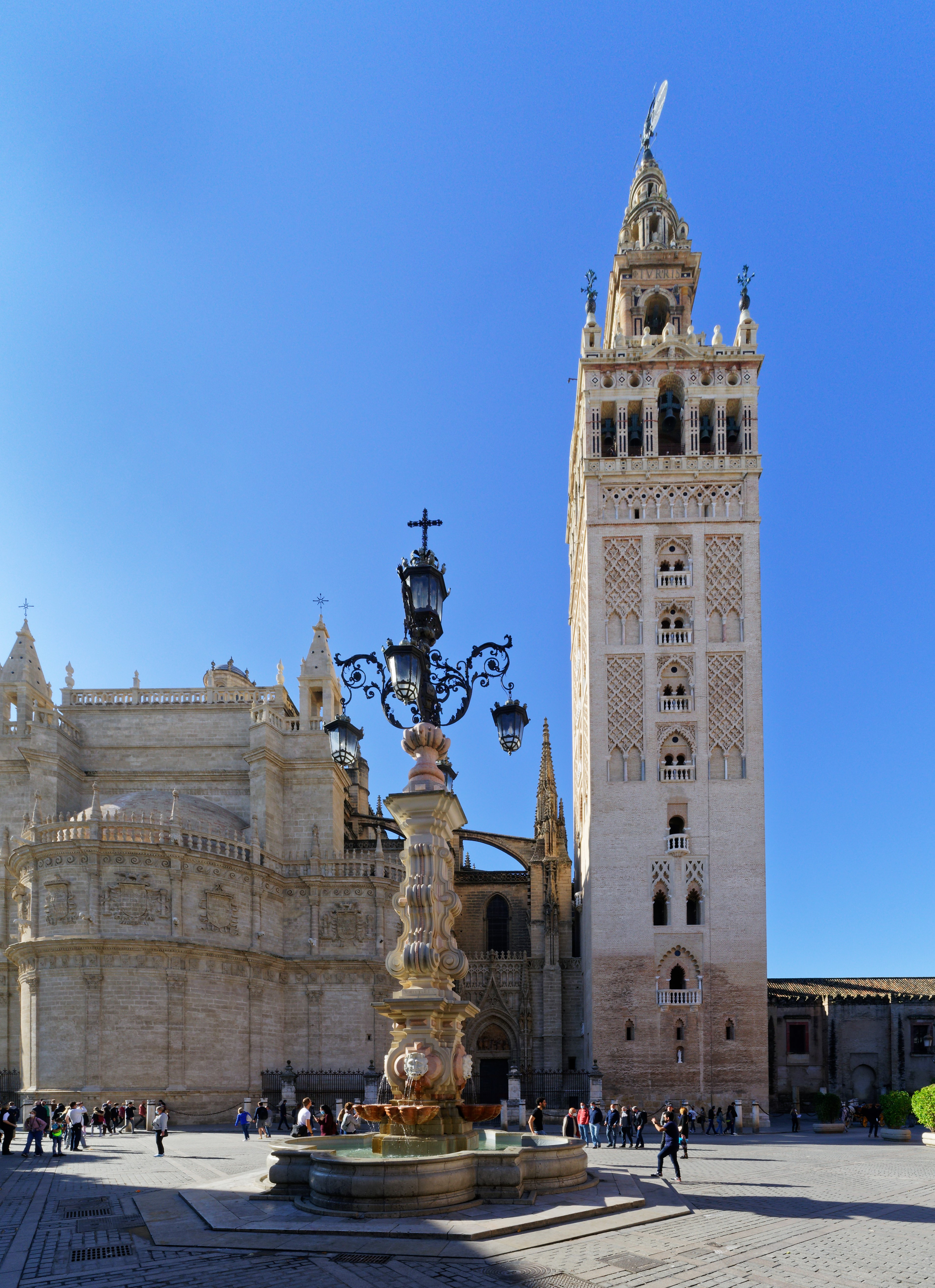
Die Giralda

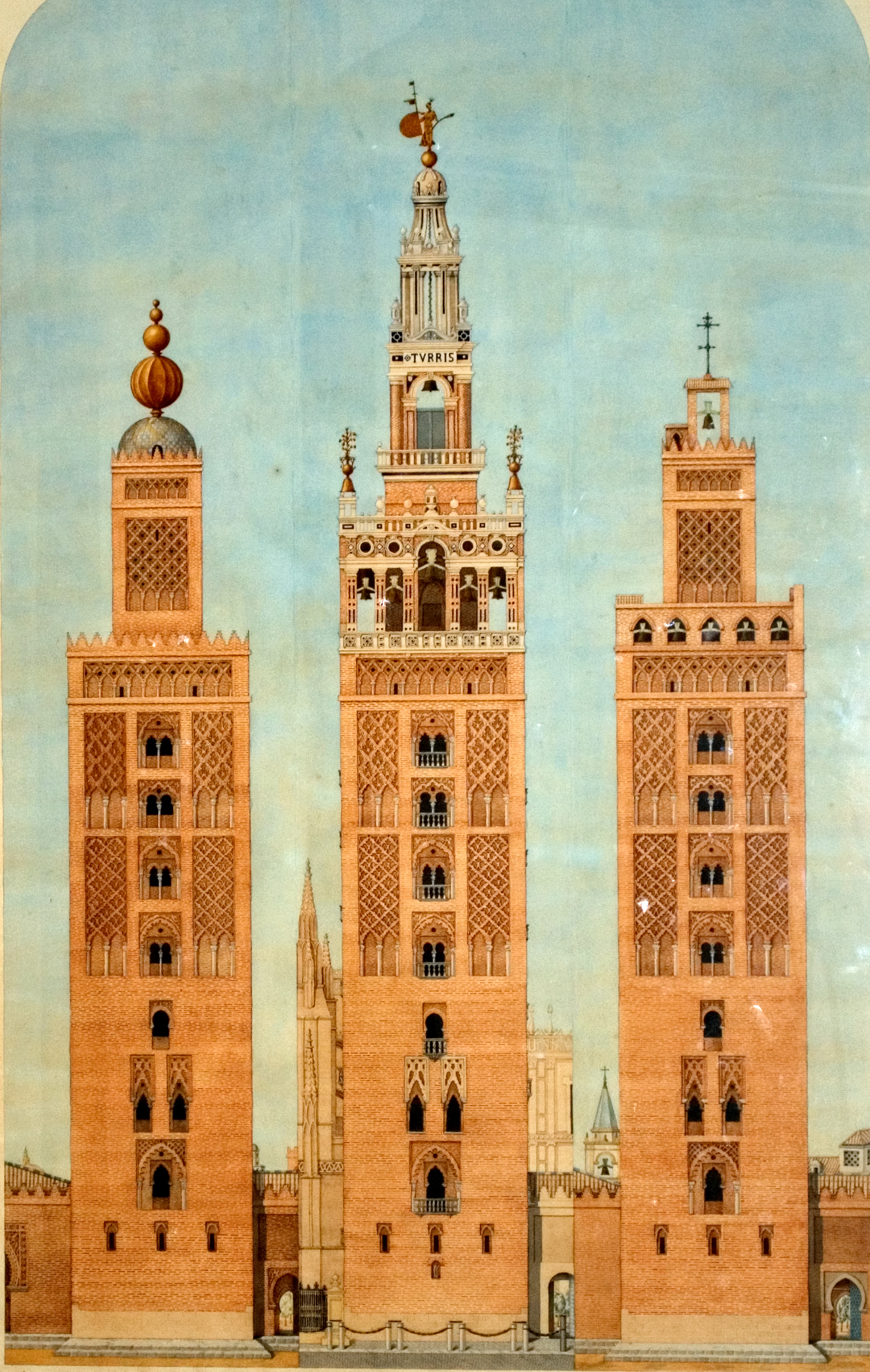
Die Abbildung zeigt drei Baustadien der Giralda: Links der Turm im Almohaden-Stil, rechts ein Zwischenstadium nach der Reconquista, mittig die heutige Ansicht mit der Aufstockung im Renaissance-Stil

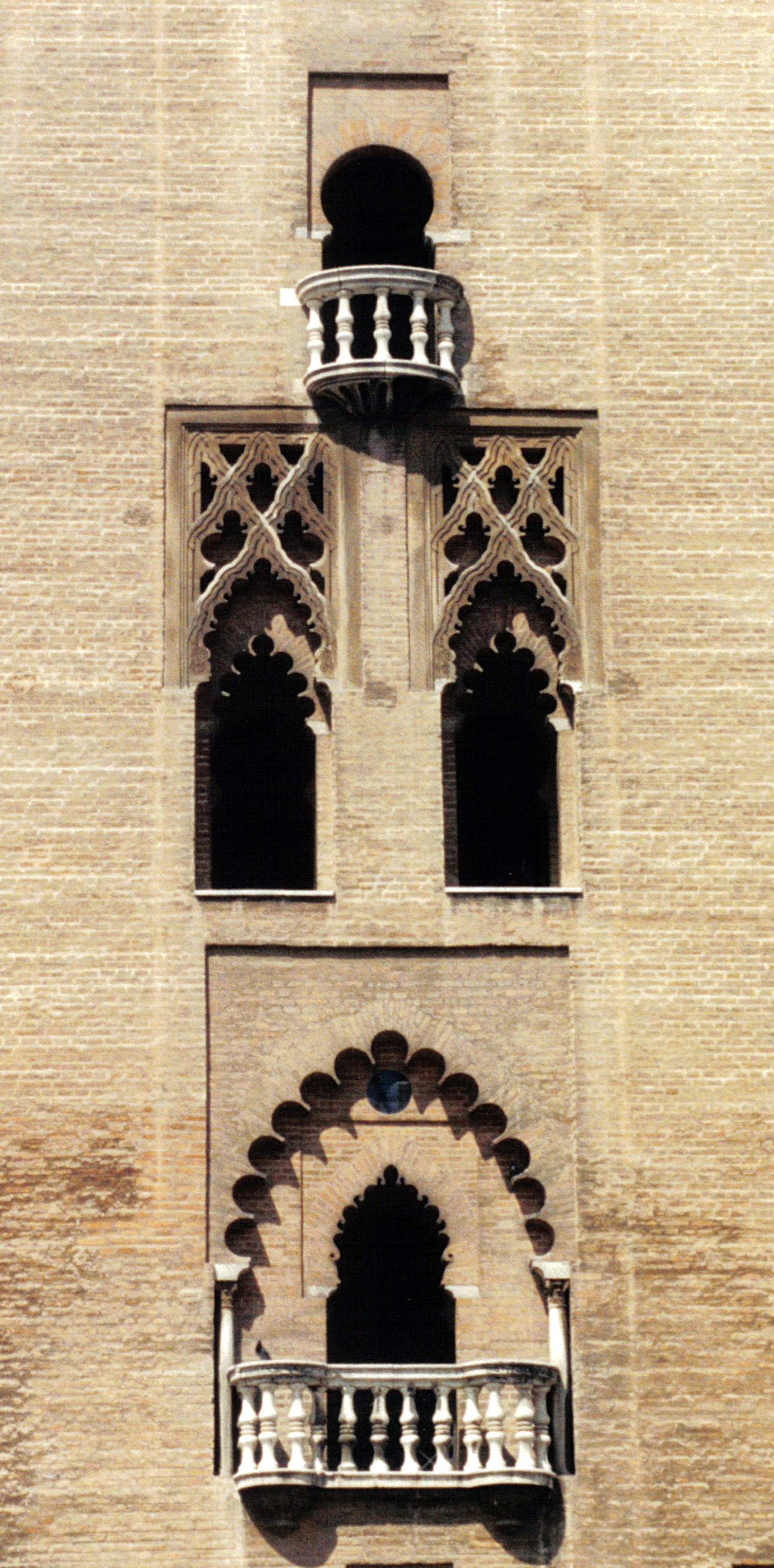
Detailansicht

Die Giralda ist das ehemalige Minarett der Hauptmoschee und heutiger Glockenturm der Kathedrale von Sevilla in Andalusien. 
Die Moschee wurde nach der christlichen Rückeroberung (Reconquista) der Stadt im Jahre 1248 zunächst als Kirche Santa Maria la Mayor weitergenutzt, bevor sie im 15. Jahrhundert niedergerissen und als spätgotische Kathedrale neu erbaut wurde. Das zur Gänze aus Backstein gemauerte ehemalige Minarett blieb jedoch stehen, wurde in Teilen umgearbeitet und dient seitdem als Glockenturm der Kathedrale. Die Giralda ist bis heute das bedeutendste Wahrzeichen der Stadt.

## Baugeschichte
Nach der Einnahme der Stadt durch die Almohaden im Jahre 1147 begann in Sevilla eine rege Bautätigkeit, von der noch heute die Reste der Stadtmauern, die Giralda und der Torre del Oro Zeugnis ablegen. Das Minarett der Großen Moschee wurde im Jahre 1196 von Abu Iussuf Iakub, Ahmed ibn-Basso und Ali al-Gomara aus Backsteinen mit einer Höhe von 82 m erbaut. Dabei wurde ein römischer Sockel sowie Säulenkapitelle aus einem Palast als Spolien wiederverwendet.
Ein 32 m hoher Aufsatz in durchbrochener Arbeit im Stile der Renaissance vom Architekten Hernán Ruiz wurde im Jahr 1568 fertiggestellt; er hat den ursprünglichen Laternenaufsatz mitsamt den darüber aufragenden vier vergoldeten Kugeln ersetzt. Der neue Aufsatz mit Glockenhaus wurde in Backstein ausgeführt und teilweise mit weißem und schwarzem Marmor verkleidet bzw. inkrustiert.
Der gesamte Turm war während der Almohadenzeit wie auch in der Renaissanceepoche rot angestrichen. Der Anstrich wurde mehrfach erneuert, und sichtbare Farbreste waren noch im 19. Jahrhundert vorhanden.

## Architektur
Die allesamt in der zweiten Hälfte des 12. Jahrhunderts errichteten Großminarette der Almohaden (Große Moschee von Taza, Koutoubia-Moschee in Marrakech, Hassan-Turm in Rabat – alle in Marokko) bestehen eigentlich aus zwei Türmen – einem inneren mit mehreren übereinander liegenden kleinen Räumen und einem abschließenden Aufsatz (Laterne) sowie einem äußeren, der die Schaufassade bildet. Dazwischen befindet sich eine 2,50 m breite Rampe, die zu einer sich auf ca. 70 m Höhe befindenden Galerie führt. Es wurde eine Rampe und keine Treppen gebaut, weil während der Bauzeit das Baumaterial (Steine, Mörtel, Holz, Wasser etc.) mit Hilfe von Pferden und Maultieren nach oben geschafft wurde. Außerdem existiert die – allerdings nicht durch Quellen belegte – Auffassung, dass auch der Muezzin auf einem Pferd nach oben ritt, um die Gläubigen zum Gebet zu rufen oder um wichtige Nachrichten zu verkünden.

## Vorgängerbauten
Wichtigster architektonischer Vorläufer aller almohadischen Minarette war zweifellos der – nach vorhergehenden Bauschäden und Reparaturen im 14. Jahrhundert eingestürzte – antike Pharos von Alexandria. Für die – in der almohadischen Architektur ansonsten unbekannte – dreibahnige Fassadengestaltung der Giralda war mit großer Wahrscheinlichkeit das Minarett der Qal'a der Beni Hammad (Algerien) von maßgeblichem Einfluss.

## Bauornamentik
Der mittlere Teil des auf allen vier Seiten gleich gestalteten Minaretts ist von mehreren Fensteröffnungen durchbrochen, die die innenliegenden Rampen und Räume belichten; die Marmorbalustraden wurden im 16. Jahrhundert hinzugefügt. Die oberen Zwillings-Fenster (ajimez) werden von Vielpassbögen überfangen und von rechteckigen Einfassungen (alfiz) gerahmt. Die Seitenpaneele beinhalten jeweils ein – potentiell unendliches – Rautenornament, welches sich oberhalb kleiner Säulchen aus sich – potentiell endlos – überschneidenden Bögen entwickelt. Den oberen Abschluss des Turmschafts bildet – anders als beim Koutoubia-Minarett mit seinem Kachelmosaik – ein Fries mit Blendarkaden.

## Bedeutung

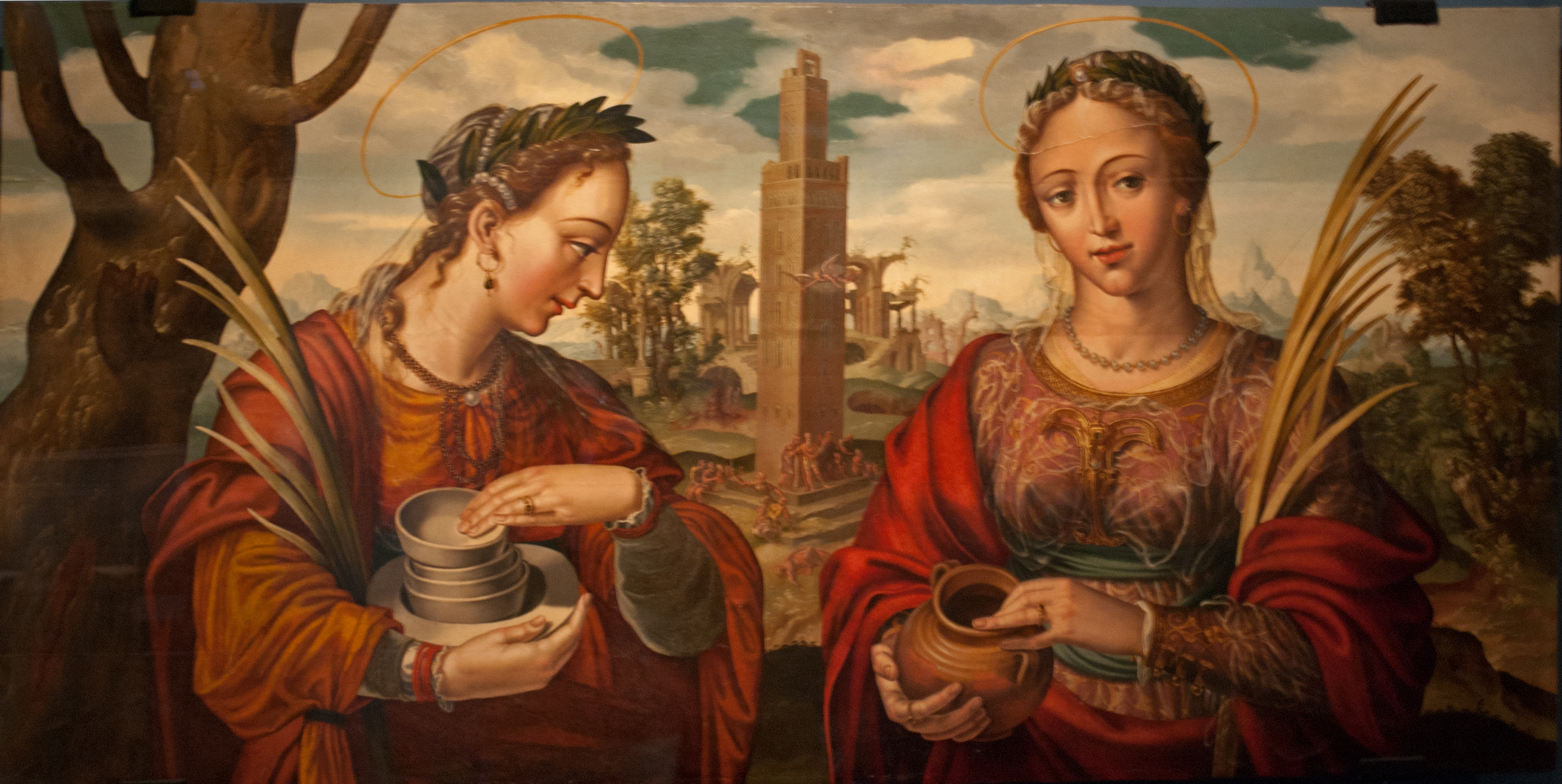
Justa und Rufina mit der Giralda im Hintergrund (um 1555)

Neben dem Minarett der Koutoubia-Moschee in Marrakesch gehört die Giralda zu den monumentalen Zeugnissen almohadischer Architektur. Der Turm überragte bei weitem und für lange Zeit sämtliche Kirchtürme Spaniens und auch alle Minarette Andalusiens und zeigt somit weithin sichtbar den (Groß)Machtanspruch der Almohaden in ihrer Blütezeit.
Justa und Rufina, die beiden Schutzheiligen der Stadt und der Kathedrale, wurden oft mit der Giralda in ihrer Mitte dargestellt, die sie bei mehreren Erdbeben vor dem Einsturz bewahrt haben sollen.
Im Jahre 1987 wurde das aus der Giralda und aus der benachbarten Kathedrale Maria de la Sede bestehende Ensemble von der UNESCO zum Weltkulturerbe erklärt.
Das Wrigley Building in Chicago wurde teilweise der Giralda nachempfunden.

## Giraldillo

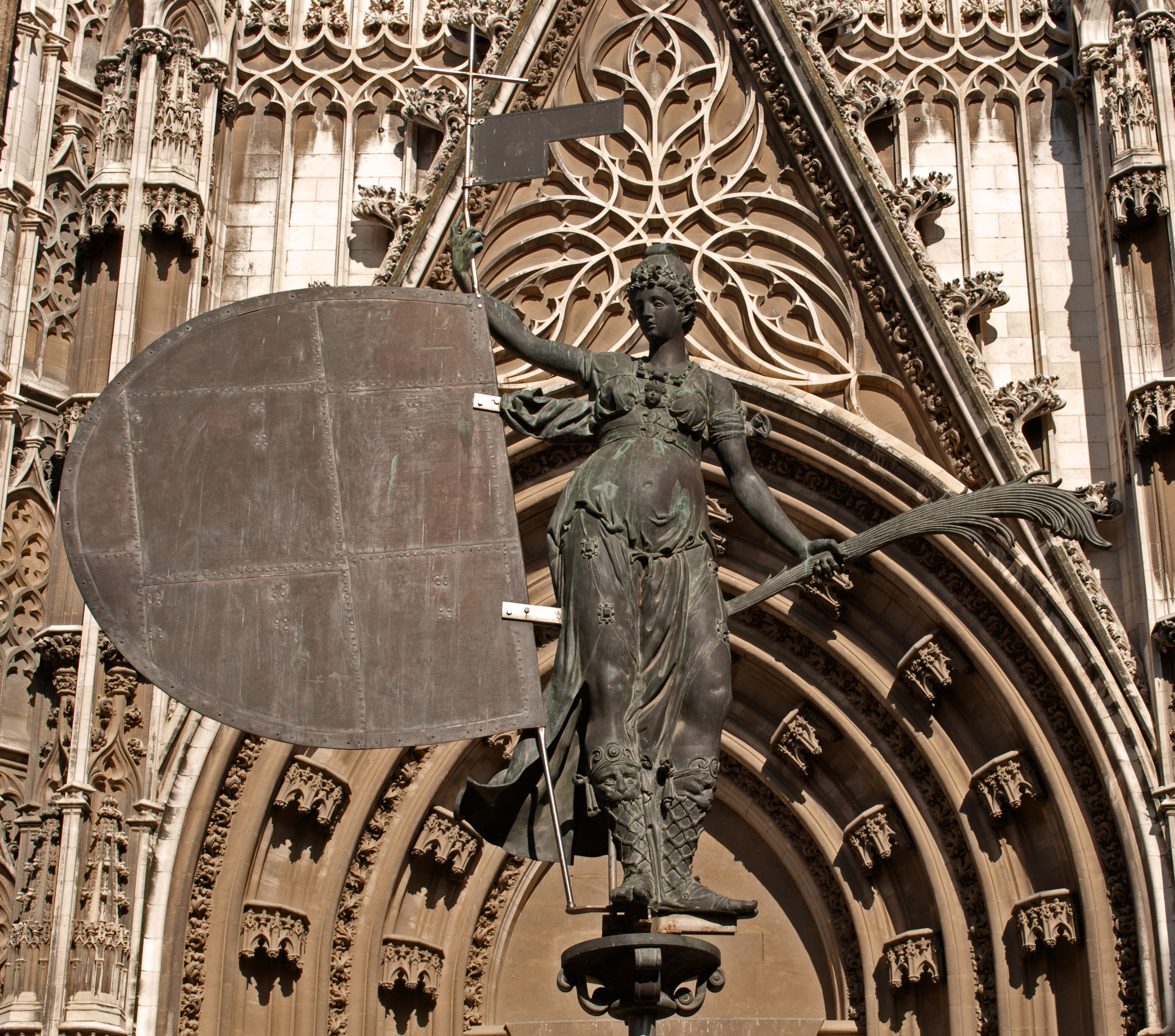
El Giraldillo

Auf der Spitze des Turms steht eine etwa 3,5 m hohe Bronze-Statue, die inklusive ihres 4 m hohen Sockels auf ein Gewicht von ca. 1.300 kg kommt. Geschaffen wurde sie zwischen 1566 und 1568 von Bartolomé Morel nach einem Modell von Juan Bautista Vázquez. 1997 wurde das Original zwecks Restaurierung vorübergehend durch eine etwas leichtere Kopie ersetzt. Diese Kopie befindet sich heute vor der Puerta del Príncipe der Kathedrale.
Bei der Statue, die als Giraldillo bezeichnet wird, handelt es sich um eine Frauengestalt in einer Tunika, die in einer Hand einen Palmenzweig hält, in der anderen Hand eine Fahnenstange mit Kreuz-Abschluss, an der eine Kriegsflagge weht. Es wird angenommen, dass der Entwurf durch Statuen der Göttinnen Pallas Athene oder Minerva inspiriert wurde. Sie wird verstanden als Inkarnation des triumphierenden christlichen Glaubens (Hl. Fides, span. Santa Fe) nach der Wiedereroberung Andalusiens (Reconquista) und der Vertreibung der Mauren.
Der Name Giraldillo leitet sich ab von dem spanischen Wort girar (drehen, kreisen), da die Statue mit Wetterfahne sich mit dem Wind dreht. Von daher leitet sich auch der Name Giralda als Bezeichnung für den Gesamtturm ab.

## Glocken
In der Giralda befinden sich insgesamt 27 Glocken sowie eine große hölzerne Ratsche.

### Glockenkammer
In der Glockenkammer (sala de campanas) unterhalb der Turmlaterne hängen die 24 Glocken des liturgischen Geläuts, von denen sich 18 Glocken (esquilas) in den vorderen Arkaden befinden: jeweils fünf Glocken nach Ost und West sowie je vier nach Nord und Süd. Sie werden meist um die Achse ihrer hohen Holzjoche gedreht (de volteo), manchmal auch nur bis in die Waagerechte gependelt (medio pino). Sieben Glocken aus dem 20. Jahrhundert ersetzen zu Schaden gekommene ältere Glocken.
Die sechs übrigen Glocken (campanas) sind unbeweglich aufgehängt und werden mit ihrem Klöppel angeschlagen (de golpe). Nach Norden und Süden, jeweils hinter der mittleren Arkade, hängen die beiden größten Glocken, Santa Maria von 1588 und San Miguel aus dem Jahre 1792. Vier weitere Glocken aus den Jahren 1438, 1500, 1599 und 1764 sind auf die Ecken des inneren Umgangs verteilt. Eine jede dieser vier Glocken wird mit jeweils vier benachbarten Glocken in den äußeren Arkaden zu einem fünfstimmigen Chor (coro) zusammengefasst: Der Chor Santa Cruz besteht aus den Glocken Nr. 13–17, der Todos Santos aus 7–11, der Santa Catalina aus 1–5 und der Santiago aus 19–23.

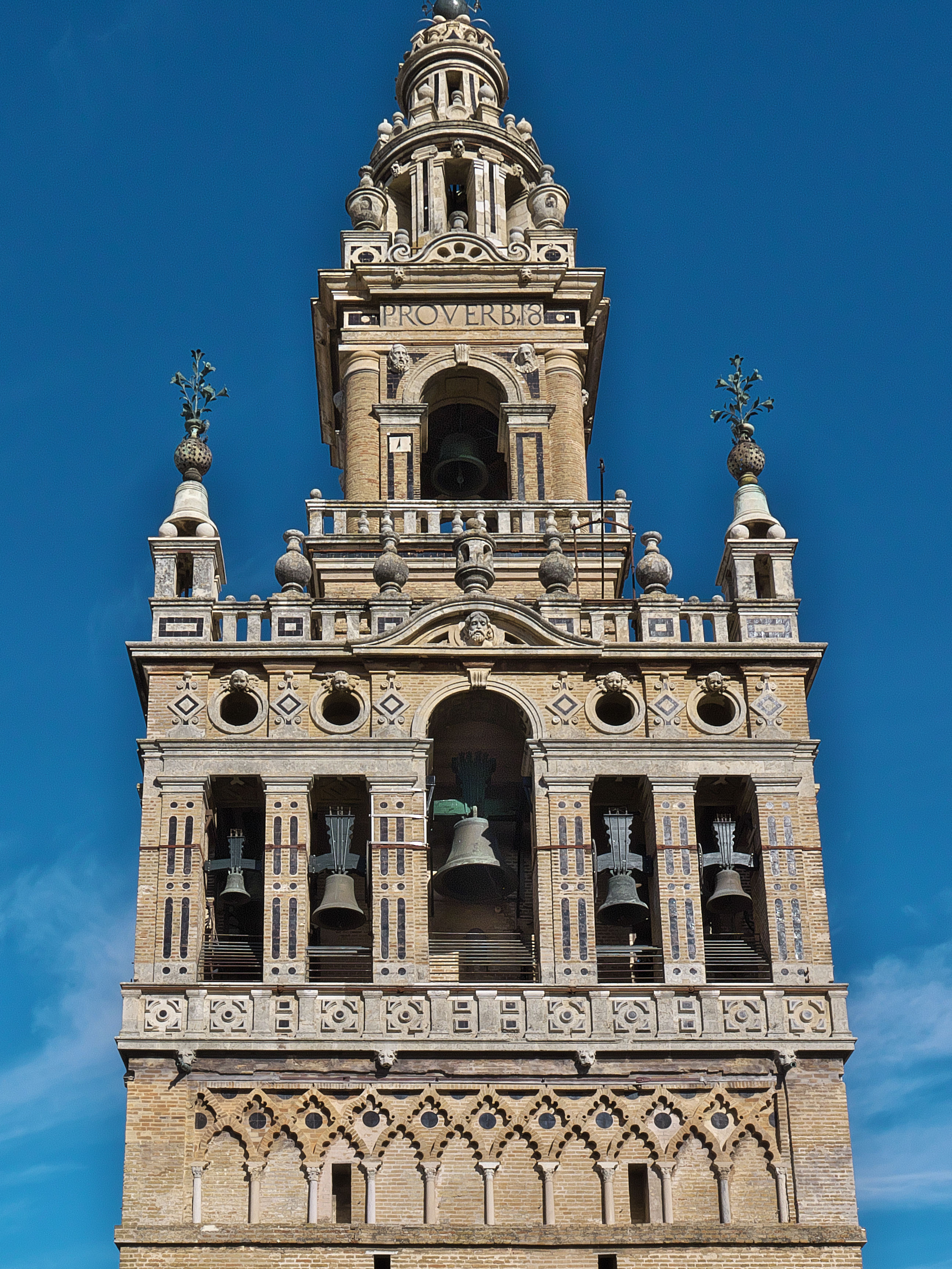
Detail des Turmes von Süden. Glocken in den Arkaden: Santa Cecilia (14), San Pablo (13), San Miguel (12), San Isidoro (11) und Santa Bárbara (10). In der Laterne: Campana del reloj (A).
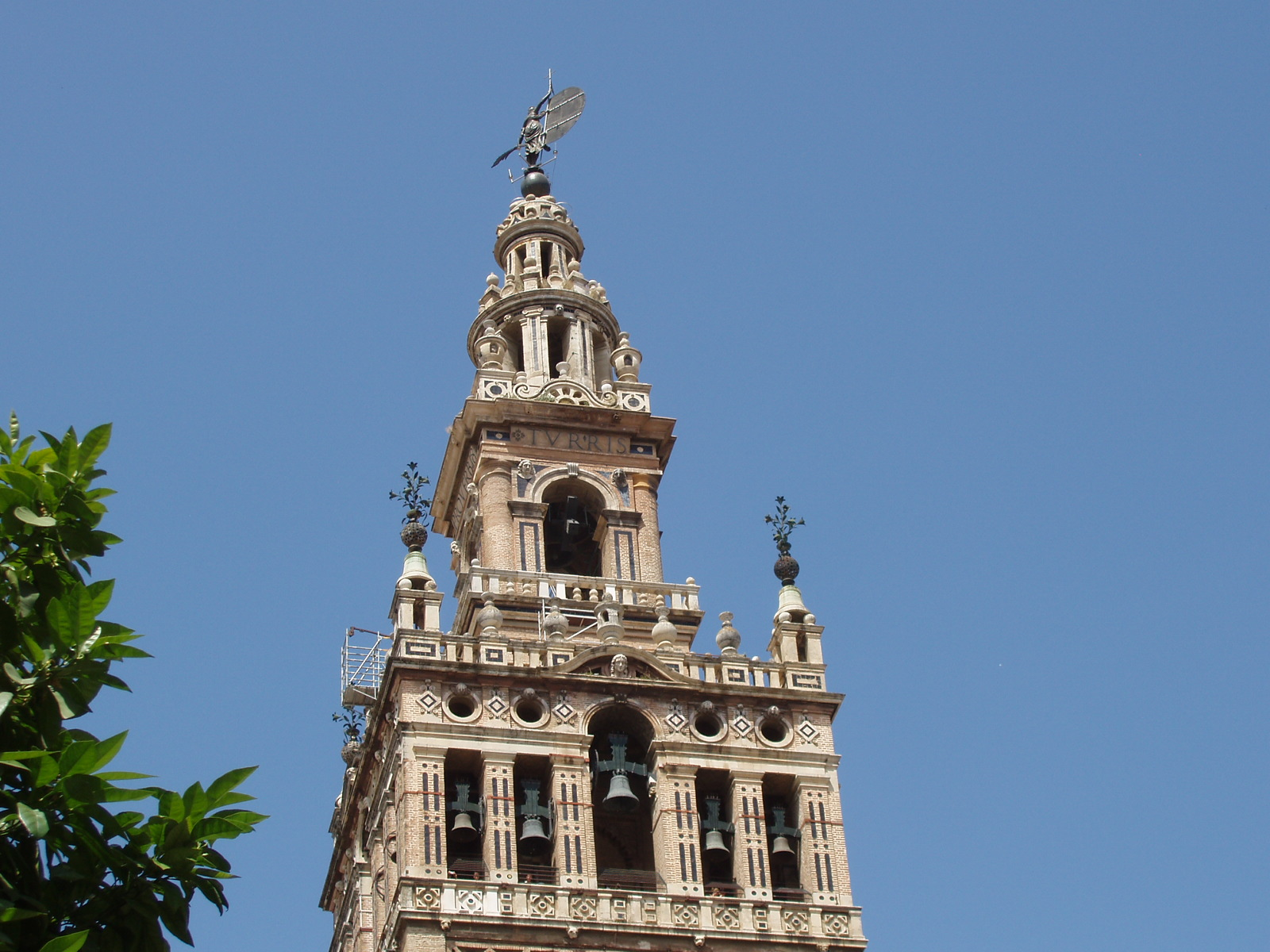
Detail des Turmes von Osten. Glocken in den Arkaden (v. l. n. r.): Santa Inés (8), San Juan Evangelista (7), San Pedro (6), San Laureano (5) und San José (4). In der Laterne: Matraca, dahinter: Campana del reloj (A).
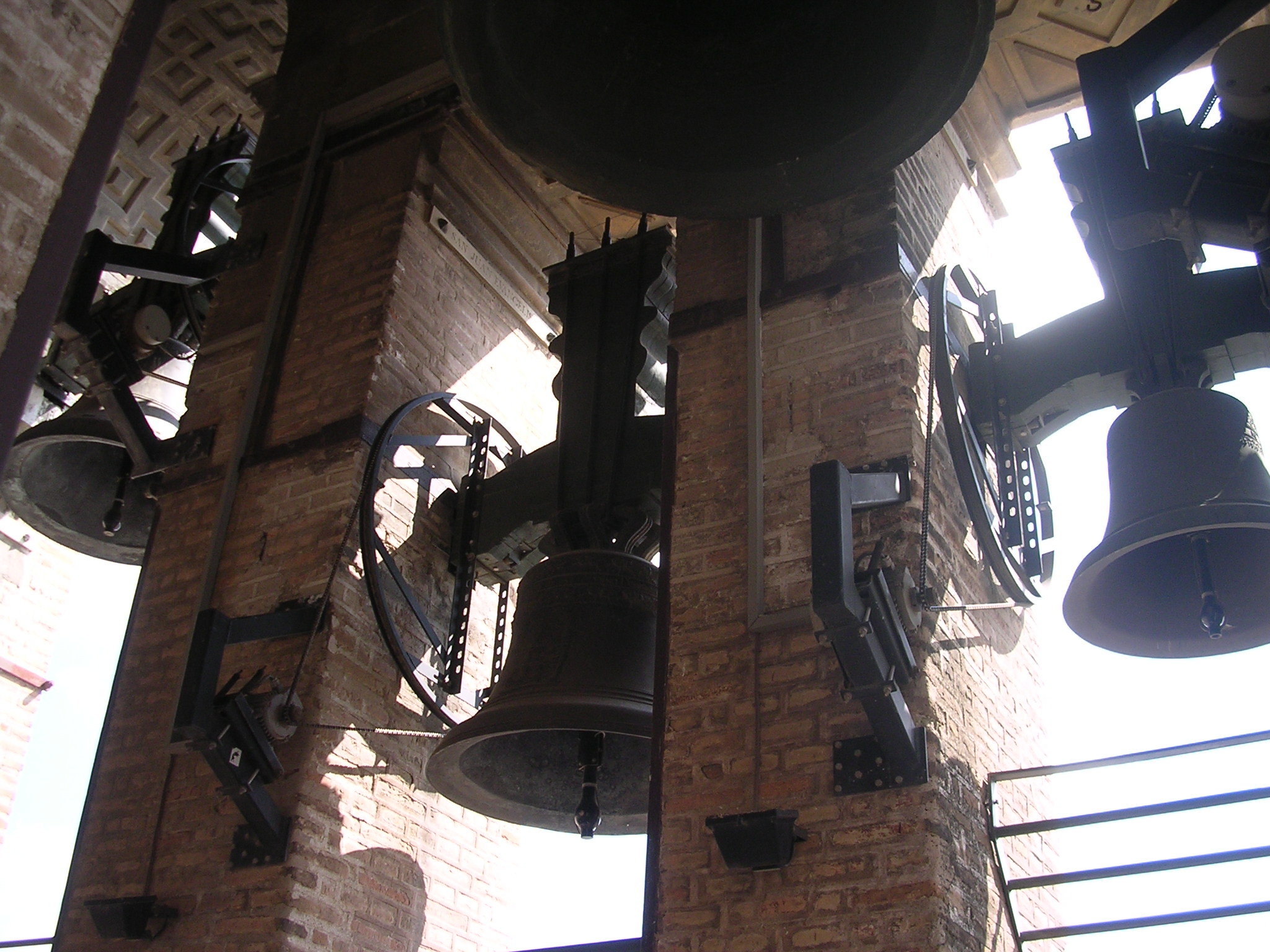
Oberer Bildrand: Todos Santos (9), links: San Pedro (6), Mitte: San Juan Evangelista (7), rechts: Santa Inés (8)
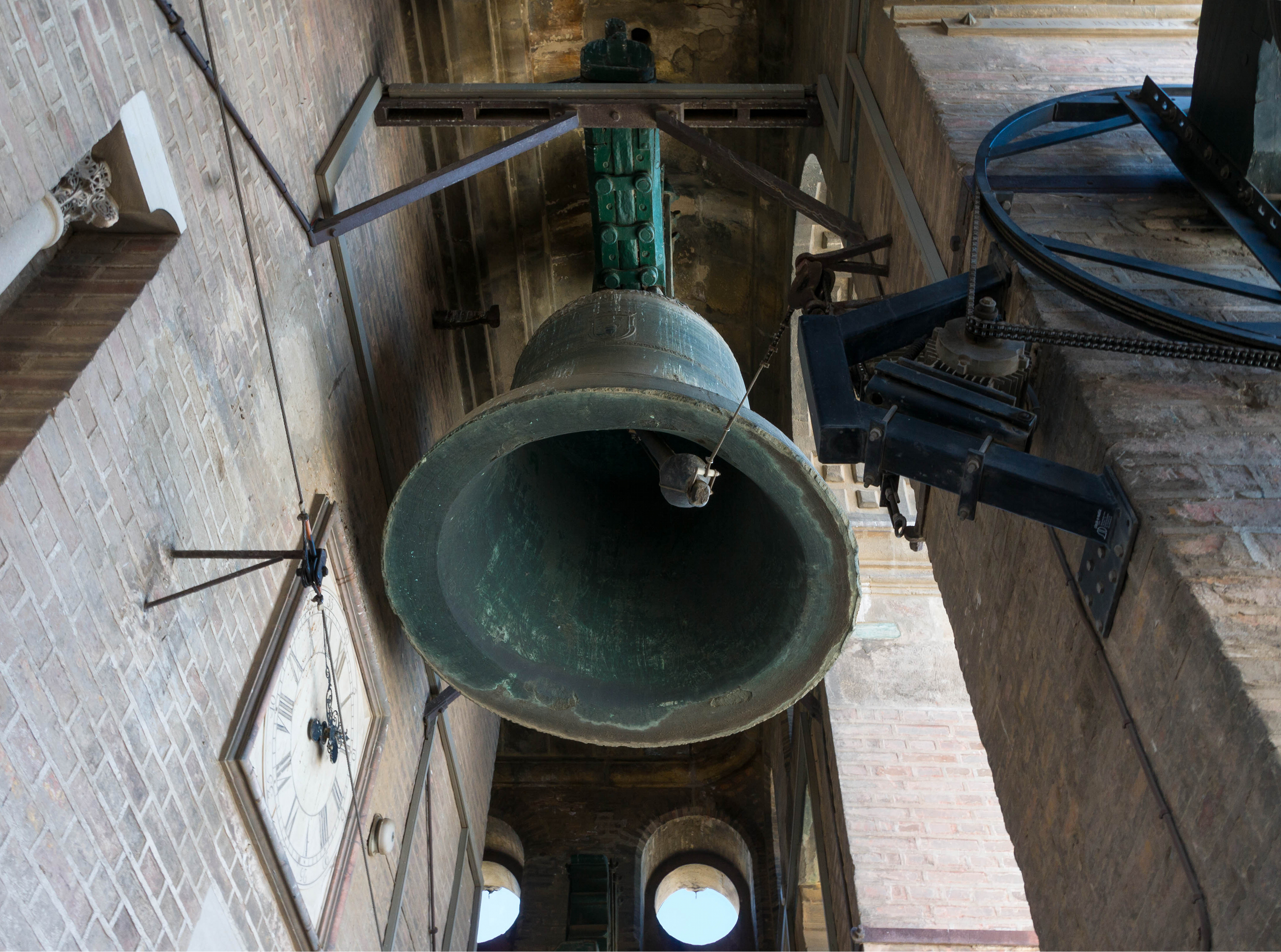
Glocke Santa Maria (24)
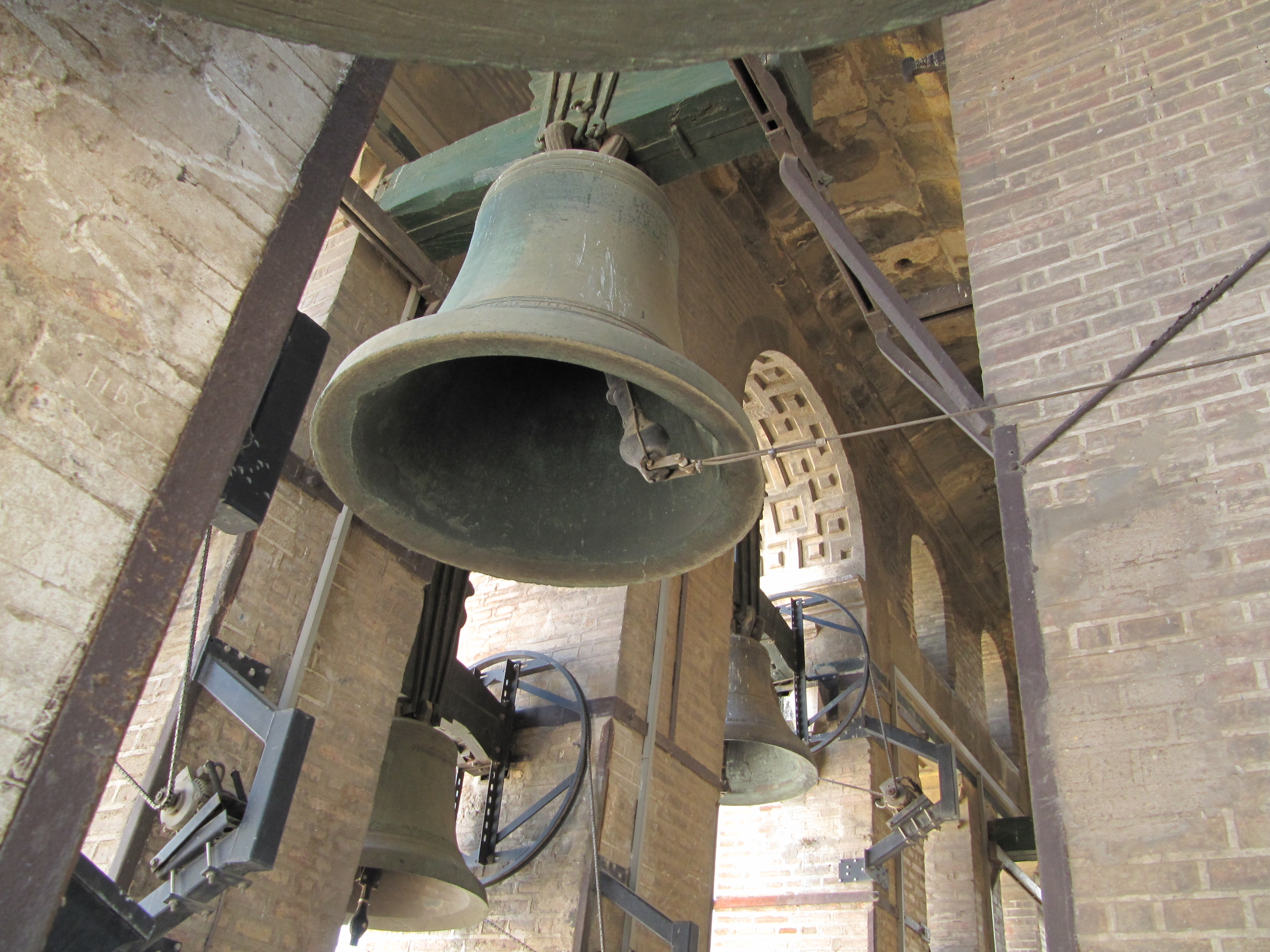
Vorne: Glocke Santa Catalina (3), dahinter links: San Laureano (5), rechts: San Pedro (6)

| Nr. | Name                            | Gussjahr | Gießer                    | Durchmesser | Gewicht (ca.) | Ort      | Aufhängung  |
| --- | ------------------------------- | -------- | ------------------------- | ----------- | ------------- | -------- | ----------- |
| 1   | San Juan Bautista               | 1908     | Alfredo Villanueva        | 122 cm      | 1.051 kg      | Nord     | drehbar     |
| 2   | Santa Lucía                     | 1998     | Glockengießerei Eijsbouts | 78 cm       | 275 kg        | Nord     | drehbar     |
| 3   | Santa Catalina                  | 1599     | anonym                    | 133 cm      | 1.362 kg      | Nordost  | unbeweglich |
| 4   | San José                        | 1998     | Glockengießerei Eijsbouts | 83 cm       | 331 kg        | Ost      | drehbar     |
| 5   | San Laureano                    | 1962     | Fa. Murua                 | 94 cm       | 481 kg        | Ost      | drehbar     |
| 6   | San Pedro                       | 1773     | Miguel Guerrero           | 115 cm      | 881 kg        | Ost      | drehbar     |
| 7   | San Juan Evangelista            | 1793     | Zacarias Ditrich          | 110 cm      | 771 kg        | Ost      | drehbar     |
| 8   | Santa Inés                      | 1872     | Juan Japón                | 89 cm       | 408 kg        | Ost      | drehbar     |
| 9   | Todos Santos (Ominum Sanctorum) | 1764     | José de la Riva           | 142 cm      | 1.658 kg      | Südost   | unbeweglich |
| 10  | Santa Bárbara                   | 1998     | Glockengießerei Eijsbouts | 88 cm       | 395 kg        | Süd      | drehbar     |
| 11  | San Isidoro                     | 1788     | Zacarias Ditrich          | 107 cm      | 709 kg        | Süd      | drehbar     |
| 12  | San Miguel                      | 1792     | Manuel Luís Rodríguez     | 183 cm      | 3.548 kg      | Süd      | unbeweglich |
| 13  | San Pablo                       | 1998     | Glockengießerei Eijsbouts | 111 cm      | 753 kg        | Süd      | drehbar     |
| 14  | Santa Cecilia                   | 1992     | Fa. Hijo de Manuel Rosas  | 62 cm       | 138 kg        | Süd      | drehbar     |
| 15  | Santa Cruz, de los cuartos      | 1500     | Francisco Fernandes       | 118 cm      | 951 kg        | Südwest  | unbeweglich |
| 16  | Santa Florentina                | 1763     | José de la Riva           | 88 cm       | 395 kg        | West     | drehbar     |
| 17  | San Sebastián                   | 1851     | Francisco Japón           | 87 cm       | 381 kg        | West     | drehbar     |
| 18  | San Cristóbal                   | 1998     | Glockengießerei Eijsbouts | 139 cm      | 1.555 kg      | West     | drehbar     |
| 19  | San Fernando                    | 1763     | José de la Riva           | 118 cm      | 951 kg        | West     | drehbar     |
| 20  | Santa Justa                     | 1851     | Francisco Japón           | 63 cm       | 145 kg        | West     | drehbar     |
| 21  | Santiago                        | 1438     | Juan Aubri                | 132 cm      | 1.332 kg      | Nordwest | unbeweglich |
| 22  | Santa Rufina                    | 1714     | Matías Solano             | 74 cm       | 235 kg        | Nord     | drehbar     |
| 23  | San Hermenegildo                | 1814     | Francisco Fernández       | 108 cm      | 729 kg        | Nord     | drehbar     |
| 24  | Santa María, la Mayor, la Gorda | 1588     | Juan de Balabarca         | 210 cm      | 5.362 kg      | Nord     | unbeweglich |

### Laterne
In der Turmlaterne oberhalb der Glockenstube hängt die Campana de las horas del reloj (A) für den Stundenschlag. Sie wurde im Jahre 1400 von Alfonso Domínguez gegossen. Ihr Gewicht beträgt etwa 1.439 kg bei einem Durchmesser von rund 156 cm.
Eine Besonderheit stellt die große hölzerne Ratsche (spanisch matraca, in Sevilla auch carracaña genannt) dar, die in der südlichen Arkade der Laterne aufgehängt ist. Während die Glocken zwischen dem Gloria am Gründonnerstag und dem Gloria in der Osternacht schweigen, wird stattdessen die Ratsche wie ein Rad gedreht, wobei die hölzernen Hämmer nacheinander auf die vier Holzflügel schlagen.

### Sonstige
Im Turmraum sind zwei Glocken ausgestellt: die Altarglocke Campana del altar mayor (0) von Cristóbal Cabrera aus dem Jahre 1509 mit einem Durchmesser von 35 cm und einem Gewicht von etwa 25 kg sowie die ehemalige Glocke Santa Lucía (*2) von Antonio Márquez aus dem Jahr 1914 mit 275 kg bei einem Durchmesser von 78 cm.

## Ansichten

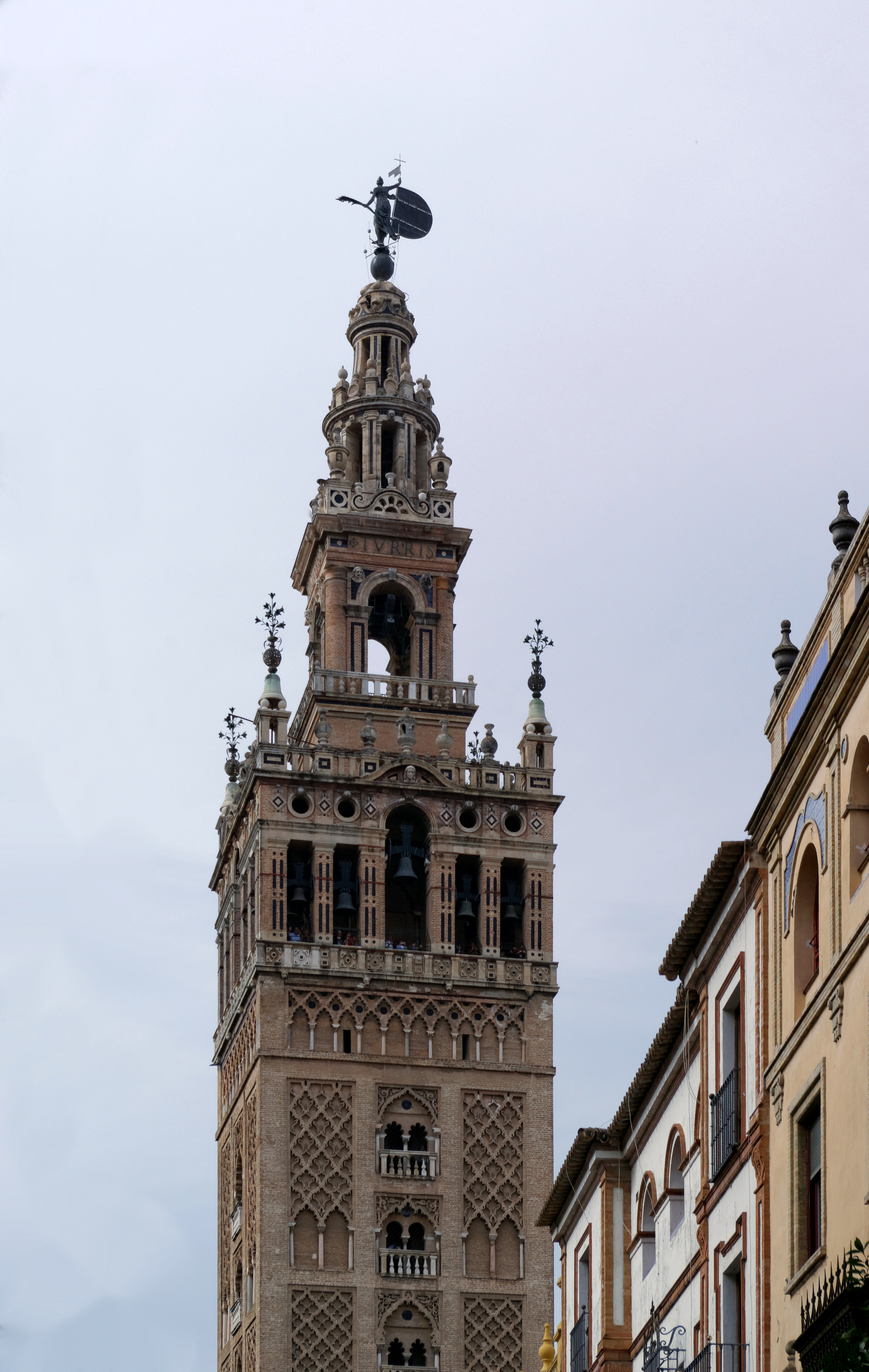
Giralda an der Kathedrale
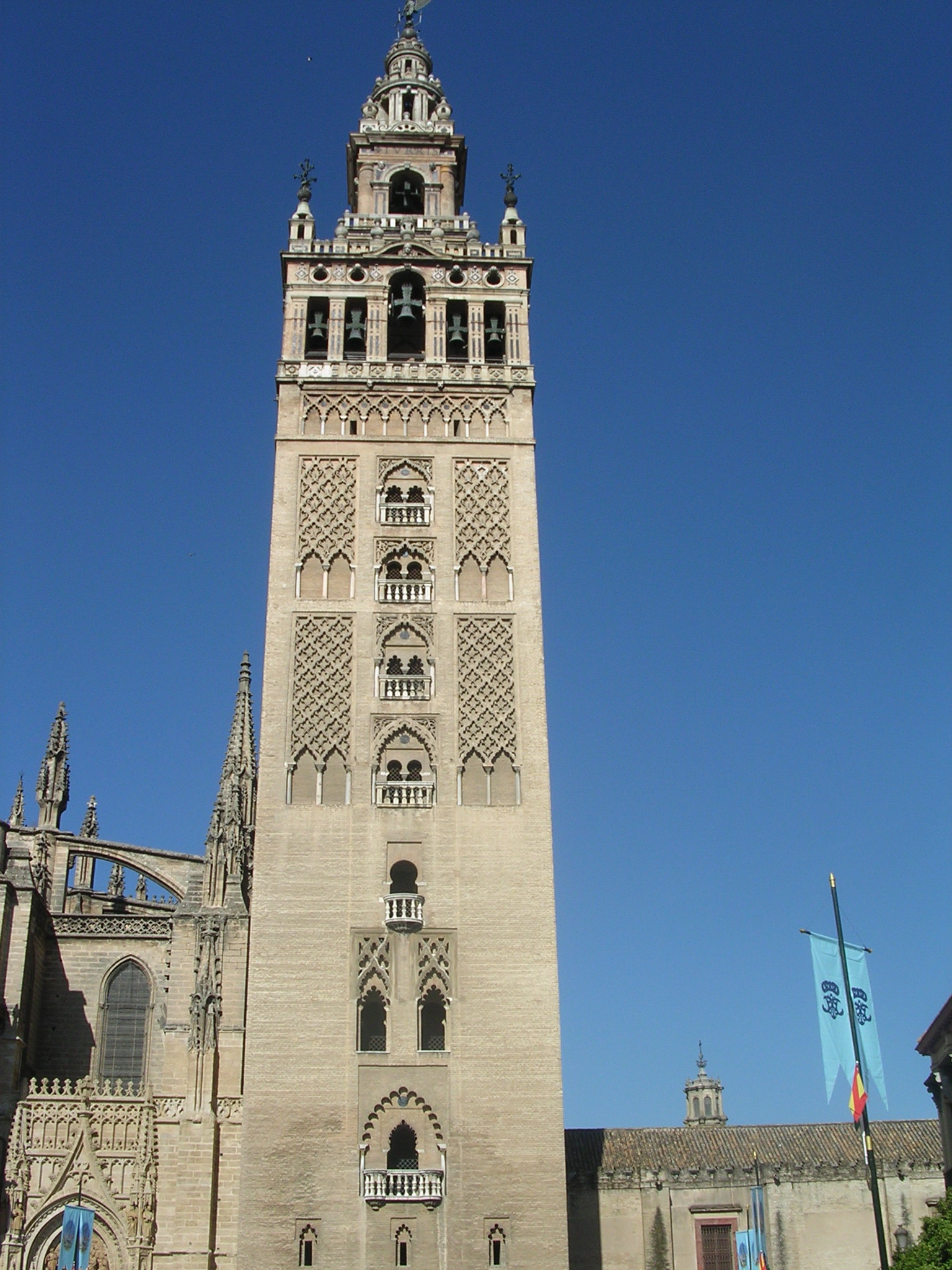
Deutlich: ehemaliges Minarett
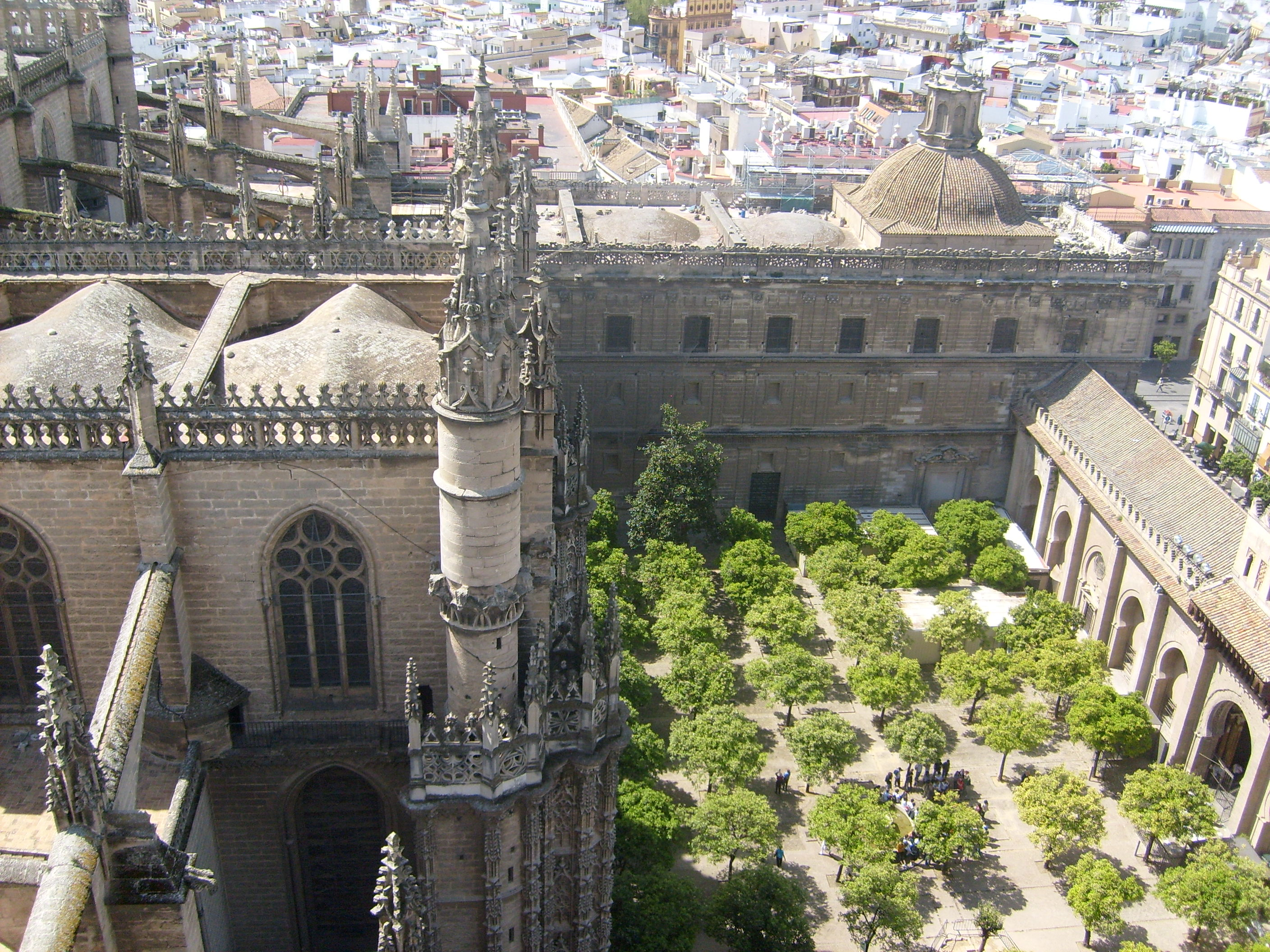
Sicht von der Giralda
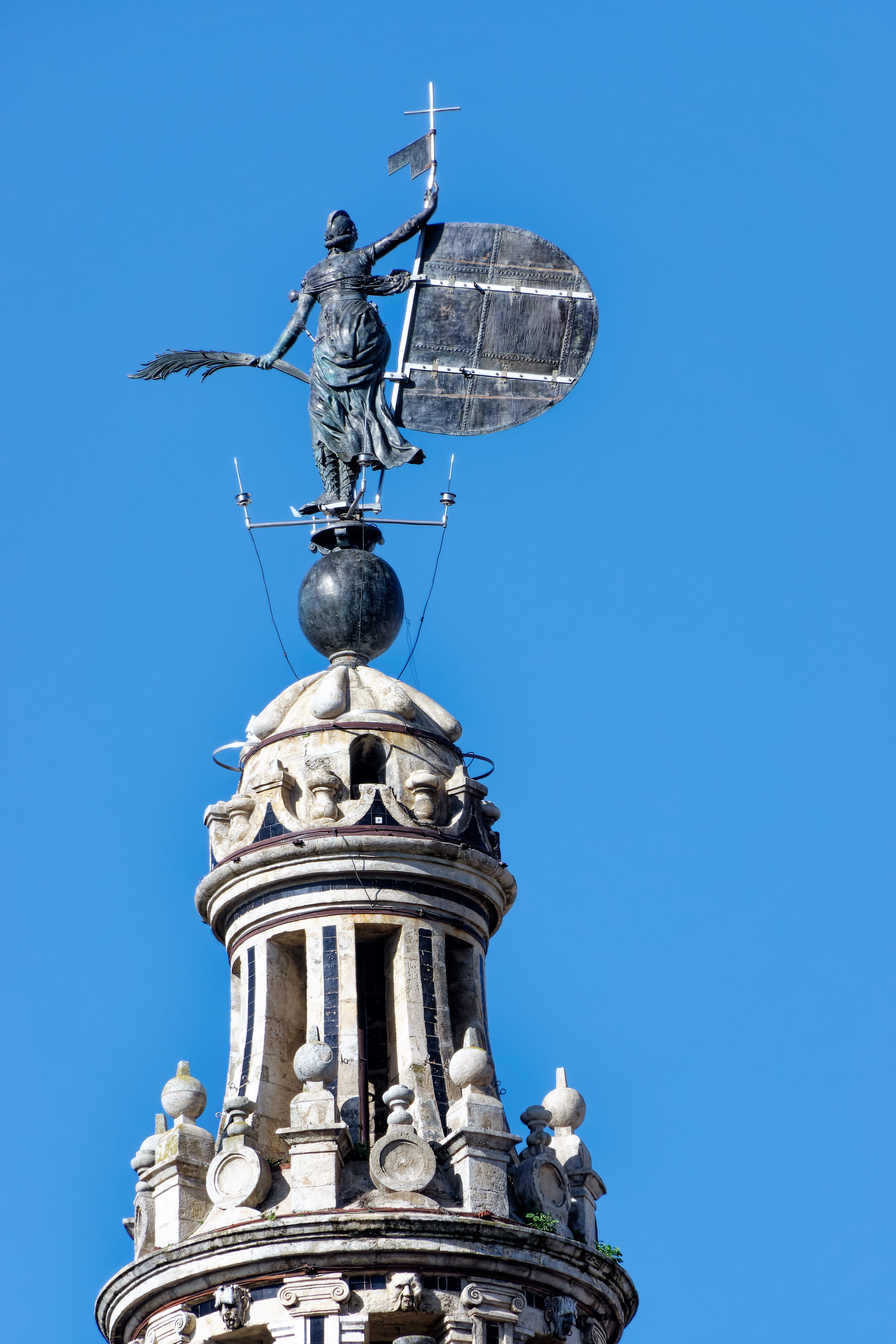
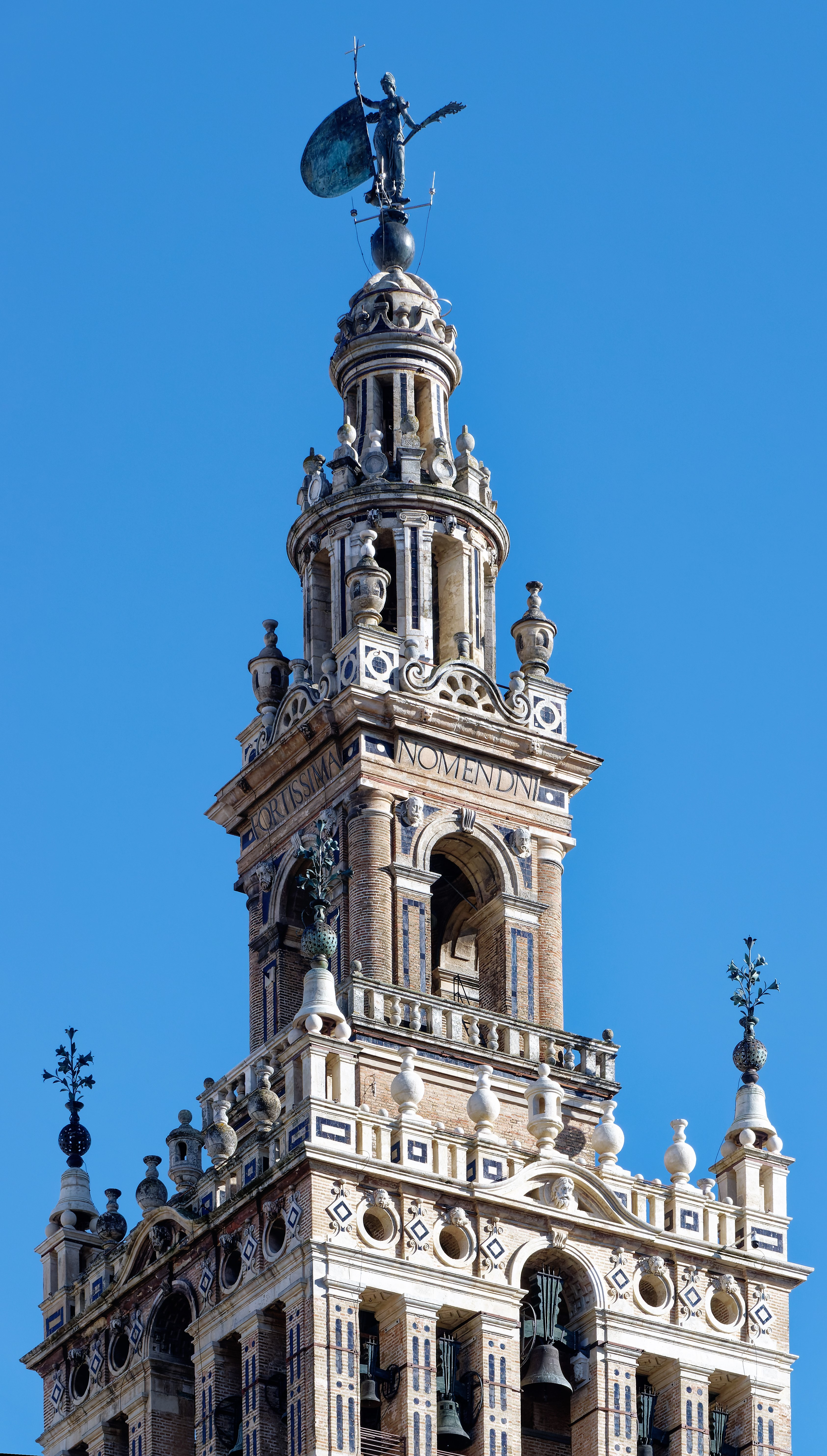
Giraldillo
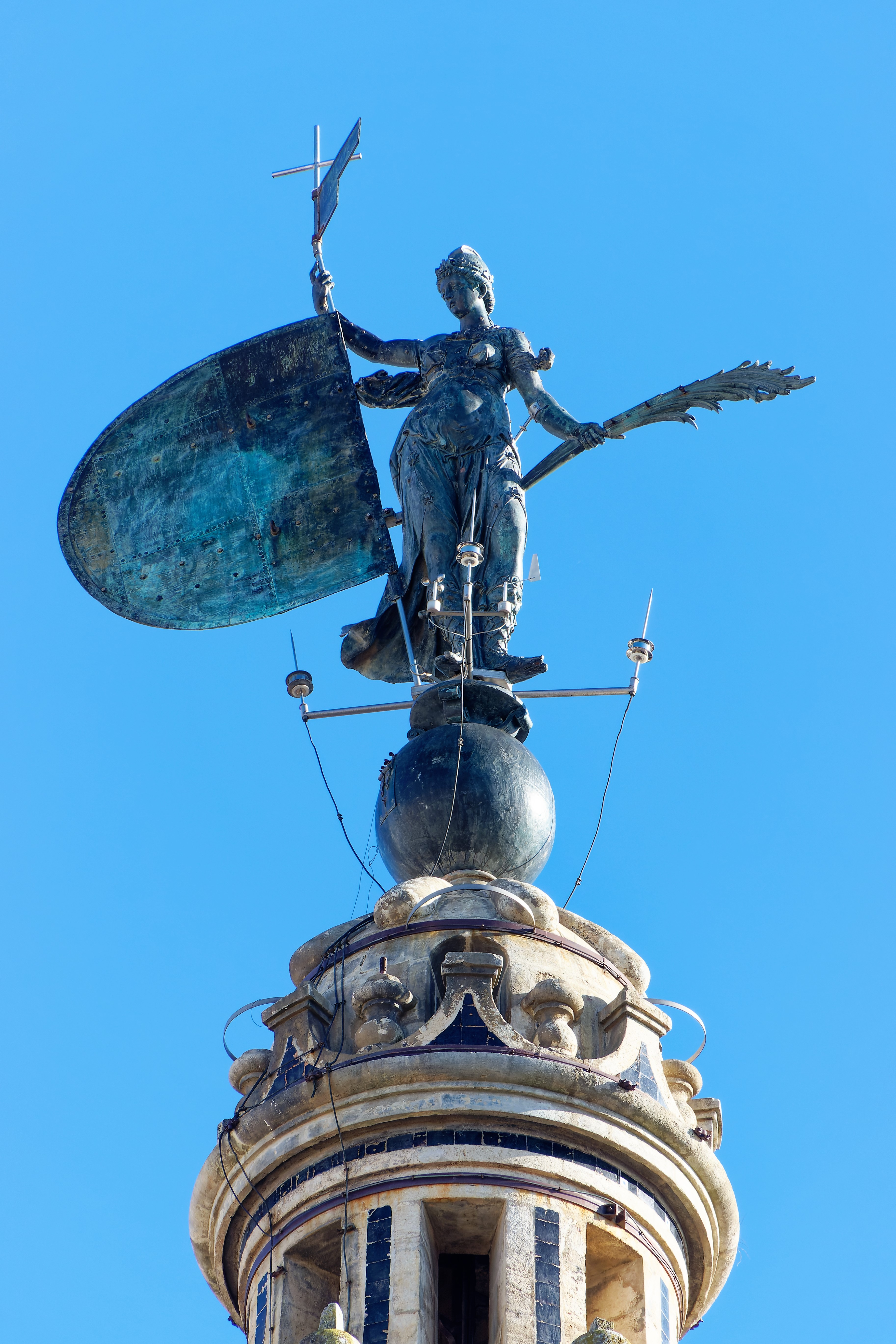
Giraldillo